# Corymyia melas
Corymyia melas är en tvåvingeart som beskrevs av Jason Gilbert Hayden Londt 1994. Corymyia melas ingår i släktet Corymyia och familjen rovflugor. Inga underarter finns listade i Catalogue of Life.